# 光学学报
《光学学报》创刊于1981年，是中国大陆基础科学类半月刊，编辑部位于上海市。此刊物由中国光学学会主办。
《光学学报》在2018年被中华人民共和国国家新闻出版广电总局新闻报刊司评为2017年全国“百强报刊”。